# یواس‌اس گرندییر (اس‌اس-۵۲۵)
یواس‌اس گرندییر (اس‌اس-۵۲۵) (به انگلیسی: USS Grenadier (SS-525)) یک زیردریایی بود که طول آن ۳۰۷ فوت (۹۴ متر) بود. این زیردریایی در سال ۱۹۴۴ ساخته شد.